# Adán Cabello Quintero
Adán Cabello Quintero (Madrid, 1968) es un científico e investigador en el campo de la física cuántica. 

## Biografía
Adán Cabello Quintero nació en Madrid en 1968. Licenciado en Ciencias Físicas (1991) y doctor en Ciencias Físicas (1996) por la Universidad Complutense de Madrid (tesis: Pruebas algebraicas de imposibilidad de variables ocultas en mecánica cuántica), se trasladó en 1996 a la Universidad de Sevilla, de la cual es catedrático de Física Aplicada de la ETSIE en la actualidad. En 2002, obtuvo el Premio Andalucía de Jóvenes Investigadores.

## Investigaciones
El trabajo de Cabello se ha centrado en el estudio de la no-localidad cuántica y la contextualidad cuántica, y de sus aplicaciones en información cuántica y computación cuántica. Es autor de más de 120 artículos científicos sobre estos temas. Entre sus investigaciones destacan la demostración más sencilla conocida del teorema de Kochen-Specker sobre la imposibilidad de reproducir la Mecánica Cuántica con teorías de variables ocultas no-contextuales, las demostraciones "todo o nada" con dos observadores del teorema de Bell, las demostraciones del teorema de Bell con y sin desigualdades para los estados GHZ y W de tres qubits, y un método para hacer criptografía cuántica en el límite de Holevo. Asimismo, sus investigaciones han permitido comprobar empíricamente la contextualidad cuántica independiente del estado, la existencia de conjuntos universales de medidas cuyos resultados no se pueden explicar con teorías de variables ocultas no-contextuales. A su vez, Cabello ha participado en una serie de experimentos realizados por varios grupos internacionales para verificar este efecto en distintos sistemas cuánticos: iones (en Innsbruck), neutrones (en Viena), fotones (en Estocolmo) y sistemas de resonancia magnética nuclear (en Waterloo, Canadá). En 2020, el conjunto de los trabajos y resultados de la medición del estado cuántico de un ion de estroncio, tanto al principio, como durante y al final del proceso, le valió el reconocimiento, junto a Matthias Kleinmann, Fabian Pokorny, Chi Zhang, Gerard Higgins y Markus Hennrich, de ser estimado como uno de los diez hallazgos más relevantes del año en la física por la revista Physics World.
Cabello es colaborador habitual de varios grupos de física experimental de Alemania, Austria, China, Italia y Suecia, así como presidente de Grupo Especializado de Información Cuántica de la Real Sociedad Española de Física.